# 842 Керстін
842 Керстін (842 Kerstin) — астероїд головного поясу, відкритий 1 жовтня 1916 року.
Тіссеранів параметр щодо Юпітера — 3,123.